# Lewis OfMan
Pour les articles homonymes, voir Delhomme.
 (mars 2024).
La mise en forme du texte ne suit pas les recommandations de Wikipédia : il faut le « wikifier ».
Les points d'amélioration suivants sont les cas les plus fréquents. Le détail des points à revoir est peut-être précisé sur la page de discussion.
- Les titres sont pré-formatés par le logiciel. Ils ne sont ni en capitales, ni en gras.
- Le texte ne doit pas être écrit en capitales (les noms de famille non plus), ni en gras, ni en italique, ni en « petit »…
- Le gras n'est utilisé que pour surligner le titre de l'article dans l'introduction, une seule fois.
- L'italique est rarement utilisé : mots en langue étrangère, titres d'œuvres, noms de bateaux, etc.
- Les citations ne sont pas en italique mais en corps de texte normal. Elles sont entourées par des guillemets français : « et ».
- Les listes à puces sont à éviter, des paragraphes rédigés étant largement préférés. Les tableaux sont à réserver à la présentation de données structurées (résultats, etc.).
- Les appels de note de bas de page (petits chiffres en exposant, introduits par l'outil «  Source ») sont à placer entre la fin de phrase et le point final[comme ça].
- Les liens internes (vers d'autres articles de Wikipédia) sont à choisir avec parcimonie. Créez des liens vers des articles approfondissant le sujet. Les termes génériques sans rapport avec le sujet sont à éviter, ainsi que les répétitions de liens vers un même terme.
- Les liens externes sont à placer uniquement dans une section « Liens externes », à la fin de l'article. Ces liens sont à choisir avec parcimonie suivant les règles définies. Si un lien sert de source à l'article, son insertion dans le texte est à faire par les notes de bas de page.
- La présentation des références doit suivre les conventions bibliographiques. Il est recommandé d'utiliser les modèles {{Ouvrage}}, {{Chapitre}}, {{Article}}, {{Lien web}} et/ou {{Bibliographie}}. Le mode d'édition visuel peut mettre en forme automatiquement les références.
- Insérer une infobox (cadre d'informations à droite) n'est pas obligatoire pour parachever la mise en page.

Pour une aide détaillée, merci de consulter Aide:Wikification.
Si vous pensez que ces points ont été résolus, vous pouvez retirer ce bandeau et améliorer la mise en forme d'un autre article.
Lewis OfMan est un artiste et producteur français né en 1997 à Paris. Il a sorti plusieurs EPs, Disconsolate, Yo Bene, et Dancy Party, deux albums, Sonic Poems (2022) et Cristal Medium Blue (2024), et une mixtape Seoul Mixtape (2025). Parmi les titres marquants de sa carrière, on note Attitude (single d'or), Siesta Freestyle (single de diamant export), sa collaboration avec Carly Rae Jepsen sur Move Me.
Lewis OfMan se produit à travers le monde et a notamment participé au festival Coachella en 2023, ou encore au festival Rock en Seine en 2024. 
En tant que producteur, Lewis OfMan a notamment produit le premier EP et le premier album de Vendredi sur Mer, projets multi-récompensés. 

## Biographie et carrière

### Jeunesse
Lewis Pierre Simon Delhomme naît à Paris. Il a un frère et une sœur, Joseph et Camille, qui sont plus âgés que lui. Son père, Jean-Philippe Delhomme, est un artiste qui a créé une série de publicités pour Barneys New York dans les années 90 ; son oncle, Benoît Delhomme, est réalisateur ou directeur de la photographie sur divers films ; son grand-père, Georges Delhomme, a participé à la création de Lancôme et a passé vingt-neuf années dans l'entreprise ; la mère de Lewis, Sophie-Anne, est directrice artistique de Courrier International. Enfant, il veut devenir parfumeur, mais les études nécessitent trop de mathématiques, et il passe beaucoup de temps à jouer avec le téléphone de Sophie-Anne, qui contient un certain nombre de jeux vidéo, dont une station audionumérique rudimentaire. Il vit ensuite pendant un temps à New York où, à l'âge de onze ans, il apprend à jouer de la batterie ; à son retour à Paris il devient batteur dans un groupe, the Jools, avant de s'acheter un clavier l'année suivante. Il se met à composer au moyen du logiciel GarageBand sur l'iPad de Sophie-Anne, et son premier EP chez Bandcamp, Disconsolate, est produit au moyen de ce logiciel.

### Carrière
« Sur SoundCloud, quand on publie une piste, il faut indiquer le nom de l'artiste, et je me suis demandé, « C'est quoi mon nom d'artiste ? ». Je me suis rappelé que mon frère jouait à un jeu vidéo de football où il faut créer son propre joueur et qu'il utilisait notre nom de famille, Delhomme, traduit en espagnol, Del Hombre. En anglais, ça ferait OfMan. Et je me suis dit que Lewis OfMan, ce serait un nom cool. »

— OfMan en octobre 2022
Delhomme adopte le nom de scène Lewis OfMan vers 2014. Cette année, il sort son second EP, Yo Bene, et un peu plus tard il produit le premier album de Vendredi sur Mer, Marée Basse. En 2021, il sort un nouvel EP, Dancy Party, et l'année suivante il sort Misbehave, une collaboration avec Coco & Clair Clair, que Billboard compare à la version de la chanson Tik Tok de Kesha dans Emily in Paris ; la chanson figure dans l'album de Delhomme Sonic Poems, qui sort le même jour, co-produit avec Tim Goldsworthy. Il sort ensuite le single Nails Matching My Fit avec Shanae, et en juillet 2022 Move Me, une collaboration avec Carly Rae Jepsen ; dans un entretien d'octobre 2022 au magazine Paper, Delhomme indique avoir composé la chanson alors qu'il vivait à Florence, après avoir passé une « nuit spéciale » avec quelqu'un, la veille d'une session avec Jepsen. En février 2023, Delhomme accompagne Jepsen pour plusieurs concerts lors de sa tournée, The So Nice Tour.
En octobre 2022, il sort un remix de On & On de Superorganism, inclus ensuite dans World Wide Pop – Reeeemix!, un remix de l'album World Wide Pop du groupe. En juin 2023, Delhomme sort Highway, une collaboration avec Empress Of, complétée d'un clip vidéo tourné à Los Angeles sous la direction d'Écoute Chérie, le collaborateur visuel de Delhomme. En novembre 2023, il sort Hey Lou, composé en Grèce en collaboration avec la chanteuse Camille Jansen, avec laquelle Delhomme avait précédemment travaillé sur son EP Louise en 2019 ; la chanson contient le sample d'un chœur, car Delhomme écoute beaucoup à ce moment les chansons So Long, Marianne et Death of a Ladies' Man de Leonard Cohen, et est accompagné de la sortie d'un clip vidéo tourné par Pierre Auroux dans la Antelope Valley California Poppy Reserve.

## Style musical
En juin 2023, Rachel Brodsky de Stereogum décrit sa musique comme étant de la synthpop. Lors d'un entretien d'avril 2017 avec W, il avait affirmé être « réellement inspiré » par Frank Ocean, Ennio Morricone, Lee Fields, et Jamie xx, ajoutant que : 

« Frank Ocean est le plus grand artiste que j'ai jamais connu, sa façon de créer est incroyable, tous les contrastes et les mystères de sa musique sont vraiment intéressants, j'aime vraiment son album Blonde et encore plus l'album vidéo Endless, qui représente pour moi une incroyable démonstration de talent. Ennio Morricone, avec ses mélodies, ses choix d'accords et de sonorités qui sont parfaits, m'inspire beaucoup. J'adore l'ambiance particulière des chansons de Lee Fields, une très bonne énergie qui vous réjouit au moment où vous l'écoutez. Finalement, Jamie XX, parce que je ressens dans sa musique une grande part de spontanéité et de sincérité, juste du groove et des expérimentations sonores, j'adore ça, il ne suit pas un mouvement ou quelque chose, il a vraiment son son, et c'est le but d'un artiste pour moi. »

## Discographie

### Albums studio
- 2022 : Sonic Poems
- 2024 : Cristal Medium Blue

### EPs
- Disconsolate (2014)
- Yo Bene (2017)
- Dancy Party (2021)

## Singles

### Titres originaux
| Titre                                   | Année | Album               |
| --------------------------------------- | ----- | ------------------- |
| "Flash"                                 | 2018  | Yo Bene             |
| "Plein de bisous" (avec Milena Leblanc) | 2018  | single hors album   |
| "Attitude"                              | 2020  | Dancy Party         |
| "Dancy Boy"                             | 2020  | Dancy Party         |
| "Orphéon"                               | 2021  | single hors album   |
| "Boom Boom"                             | 2021  | Sonic Poems         |
| "Too Much Text"                         | 2022  | Sonic Poems         |
| "Misbehave" (avec Coco & Clair Clair)   | 2022  | Sonic Poems         |
| "Nails Matching My Fit" (avec Shanae)   | 2022  | singles hors album  |
| "Move Me" (avec Carly Rae Jepsen)       | 2022  | singles hors album  |
| "Highway" (avec Empress Of)             | 2023  | Cristal Medium Blue |
| "Frisco Blues"                          | 2023  | Cristal Medium Blue |
| "Hey Lou" (avec Camille Jansen)         | 2023  | Cristal Medium Blue |

### Remixes
| Titre                                                 | Année | Artiste(s)          |
| ----------------------------------------------------- | ----- | ------------------- |
| "Summertime Sadness" (Lewis OfMan Remix)              | 2015  | Lana Del Rey        |
| "Un Mec En Or" (Lewis OfMan Remix)                    | 2016  | The Pirouettes      |
| "Qui es-tu?" (Lewis OfMan Remix)                      | 2016  | Poom                |
| "Housse de Racket" (Lewis OfMan Remix)                | 2016  | Le Rayon Vert       |
| "Swamp" (Lewis OfMan Remix)                           | 2016  | Futuro Pelo         |
| "La piscine" (Lewis OfMan Remix)                      | 2017  | Hypnolove           |
| "Pondikonissi" (Lewis OfMan Remix)                    | 2017  | aglaska             |
| "Sao Paulo" (Lewis OfMan Remix)                       | 2017  | Julia Jean-Baptiste |
| "Romeo" (Lewis OfMan Remix)                           | 2017  | Yelle               |
| "In your beat" (Lewis OfMan Remix)                    | 2019  | Django Django       |
| "Joy in repetition" (Lewis OfMan Remix)               | 2019  | Keziah Jones        |
| "When trouble sleep yanga wke am" (Lewis OfMan Remix) | 2019  | Keziah Jones        |
| "Goodbye soleil" (Lewis OfMan Remix)                  | 2019  | Phoenix             |
| "Beautiful" (Lewis OfMan Remix)                       | 2020  | Rhye                |
| "TXU TXU" (Lewis OfMan Houseparty Remix)              | 2022  | PPJ                 |
| "On & On" (Lewis OfMan Remix)                         | 2022  | Superorganism       |
| "Bad Lil Vibe" (Lewis OfMan Remix)                    | 2023  | Coco & Clair Clair  |